# 1963 en Alberta
Chronologie de l'Alberta
- 1959
- 1960
- 1961
- 1962
- 1963
- 1964
- 1965
- 1966
- 1967

Cette page concerne des événements qui se sont produits durant l'année 1963 dans la province canadienne de l'Alberta.

## Politique
- Premier ministre :   Ernest Manning du Crédit social
- Chef de l'Opposition : Il n'y aurait pas de chef de l'opposition de 1959 à 1963
- Lieutenant-gouverneur :  John Percy Page.
- Législature :

- Le Parti Ouvrier Progressiste change de nom et devient le Parti communiste de l'Alberta.

## Événements
- 17 juin : élection générale albertaine

## Naissances
- Thomas Wharton, écrivain canadien né à Grande Prairie en 1963. Après avoir étudié à l'Université d'Alberta et à l'Université de Calgary, il a obtenu son doctorat et enseigne maintenant l'écriture et l'anglais à l'Université d'Alberta.

- 16 janvier : Don Davies, né à Edmonton, homme politique canadien, représentant la circonscription de Vancouver Kingsway (Colombie-Britannique) à la Chambre des communes du Canada, sous la bannière du Nouveau Parti démocratique. Il est porte-parole de l'Opposition officielle en matière de commerce international.

- 14 février : Robert "Rob" Cohen, scénariste canadien né à Calgary. Il a travaillé comme scénariste pour Les Simpson (il est seulement crédité pour l'épisode Un cocktail d'enfer), Les Années coup de cœur, The Ben Stiller Show, MADtv, Voilà !, Le Roi de Las Vegas et American Dad!. Il est le petit frère du scénariste Joel H. Cohen.
- 24 février : Michael Vernon, dit Mike Vernon, (né à Calgary), joueur professionnel canadien de hockey sur glace. Il s'est retiré de la compétition en 2002 en finissant sa carrière là où il avait débuté : avec les Flames de Calgary.

- 28 mars : Sharon Hambrook, née à Calgary, pratiquante de natation synchronisée canadienne.

- 29 avril : James Elmer Benning (né à Edmonton), joueur professionnel canadien de hockey sur glace[1]. Il est l'actuel directeur général des Canucks de Vancouver[2],[3].

- 23 août : Randy Moller, né  à Red Deer, joueur canadien de hockey sur glace.

- 4 novembre : Michael Heidt, dit Mike, (né à Calgary), joueur professionnel canadien de hockey sur glace qui évoluait au poste de défenseur.

## Décès
- George Adam Scott (né le 11 décembre 1874)), homme politique provincial canadien de la Saskatchewan. Il représente la circonscription d'Arm River à titre de député du Parti libéral de la Saskatchewan de 1905 à 1928.